# Seol In-ah
Đây là một tên người Triều Tiên, họ là Bang.
Bang Ye-rin (tiếng Hàn: 방예린, sinh ngày 3 tháng 1 năm 1996), thường được biết đến với nghệ danh Seol In-ah (tiếng Hàn: 설인아) hay Seorina, là một nữ diễn viên người Hàn Quốc. Cô đã tham gia diễn xuất và được khán giả biết đến rộng rãi qua các vai diễn trong các bộ phim truyền hình như Cô nàng mạnh mẽ Do Bong-soon (2017), Học đường 2017 (2017), Sunny Again Tomorrow (2018), Beautiful Love, Wonderful Life (2019-2020), Chàng hậu (2020–2021) và Hẹn hò chốn công sở (2022).

## Tiểu sử
Seol In-ah sinh ngày 3 tháng 1 năm 1996 tại Suwon, Gyeonggi, Hàn Quốc. Cô là con út trong gia đình và có một người anh trai lớn hơn mình ba tuổi. Khi mới bắt đầu đi học, In-ah từng mơ ước sẽ trở thành một họa sĩ. Sang đến những năm cuối tiểu học, cô muốn mình sau này sẽ trở thành một người nổi tiếng để có thể xuất hiện trên tivi. Ước mơ trở thành diễn viên chỉ thực sự hình thành khi In-ah học trung học. Khi đó, cô đã tham gia ứng tuyển để trở thành diễn viên nhưng lại nhận được đề nghị trở thành thực tập sinh cho một nhóm nhạc nữ. Cô chấp nhận lời đề nghị và bắt đầu làm thực tập sinh khi đang học năm cuối tại trường trung học cơ sở. Tuy nhiên, sau hơn ba năm thực tập, In-ah đã quyết định từ bỏ việc làm thực tập sinh để tập trung vào học tập và tiếp tục theo đuổi ước mơ ban đầu của mình là trở thành một diễn viên. Năm 2014, sau khi tốt nghiệp Trường Trung học Nghệ thuật Hanlim, cô theo học chuyên ngành Diễn xuất tại Học viện Nghệ thuật Seoul.
Là người yêu thích vận động, In-ah có thể chơi tốt nhiều môn thể thao khác nhau như cưỡi ngựa, bắn cung, bơi lội, lặn tự do. Không những vậy, cô còn có khả năng võ thuật ấn tượng. In-ah sở hữu đai đen tam đẳng Taekwondo và cũng đã luyện tập Nhu thuật Brasil trong một thời gian dài.

## Sự nghiệp
In-ah lần đầu ra mắt khán giả vào năm 2015 qua một vai phụ trong bộ phim truyền hình Hậu trường giải trí của KBS2. Một năm sau đó, cô có lần đầu tiên thử sức với dòng phim cổ trang khi vào vai Thượng cung Han thời trẻ trong bộ phim Flowers of the Prison.
Đầu năm 2017, cô tham gia bộ phim của đài JTBC mang tên Cô nàng mạnh mẽ Do Bong-soon. Tiếp đó, cô cùng với Baro (B1A4) đảm nhận vai chính trong web movie Close Your Eyes. Cùng năm, cô cũng tham gia diễn xuất trong bộ phim Học đường 2017 với vai diễn Hong Nam-joo. Bên cạnh đó, từ tháng 5 năm 2017, cô bắt đầu đảm nhận vai trò MC trong chương trình Section TV của đài MBC. Nhờ những biểu hiện ấn tượng của mình trong chương trình, cô đã giành được giải thưởng Nữ tân binh xuất sắc nhất hạng mục Show/Sitcom tại MBC Entertainment Awards 2017.
Năm 2018, In-ah có vai chính đầu tiên trên màn ảnh nhỏ trong bộ phim truyền hình Sunny Again Tomorrow của KBS1. Trong phim, cô vào vai Kang Ha-nee, CEO trẻ tuổi và đầy nhiệt huyết của một công ty thời trang. Vai diễn này đã đem về cho cô giải thưởng Nữ diễn viên mới xuất sắc nhất tại KBS Drama Awards 2018, cùng với đó là đề cử Nữ diễn viên mới xuất sắc nhất hạng mục phim truyền hình tại Baeksang Arts Awards lần thứ 55.
Vào tháng 1 năm 2019, cô rời khỏi vị trí MC của Section TV sau gần hai năm đồng hành cùng chương trình. Tiếp đó, cô tham gia đóng vai phụ trong bộ phim Special Labor Inspector của đài MBC. Cũng trong năm này, cô còn đảm nhận vai nữ chính Kim Cheong-ah trong bộ phim truyền hình cuối tuần của KBS2 mang tên Beautiful Love, Wonderful Life. Vai diễn trong bộ phim này cũng đã giúp cô giành được giải thưởng Nữ diễn viên xuất sắc thể loại phim truyền hình dài tập tại KBS Drama Awards 2019.
Giữa năm 2020, cô tham gia bộ phim Ký sự thanh xuân của đài tvN trong vai trò khách mời đặc biệt với vai diễn Jung Ji-ah, bạn gái cũ của nam chính Sa Hye-jun (do Park Bo-gum thủ vai). Sau đó, cô tiếp tục góp mặt trong một bộ phim khác của đài tvN mang tên Chàng hậu.  Màn hóa thân của cô vào vai Nghi tần Jo Hwa-jin trong bộ phim này đã gây ấn tượng mạnh và nhận được nhiều lời khen ngợi từ cả khán giả lẫn giới chuyên môn.
Vào tháng 9 năm 2021, In-ah tham gia bộ phim điện ảnh Nikang Naekang cùng với Yoon Shi-yoon. Tiếp đó, cô tham gia bộ phim truyền hình Hẹn hò chốn công sở do Park Seon-ho làm đạo diễn và được phát sóng trên kênh SBS từ ngày 28 tháng 2 năm 2022. Trong phim, cô vào vai Jin Young-seo, bạn thân của nữ chính Shin Ha-ri (do Kim Se-jeong thủ vai) và là con gái duy nhất của chủ tịch một tập đoàn lớn.
Vào ngày 4 tháng 4 năm 2022, công ty quản lý của In-ah, OUI Entertainment đưa ra thông báo rằng hai bên sẽ không gia hạn sau khi hợp đồng hiện tại kết thúc. Cũng trong cùng ngày, Gold Medalist xác nhận họ đang cùng In-ah thảo luận về một bản hợp đồng độc quyền. Ngày 11 tháng 4, cô chính thức ký hợp đồng với Gold Medalist, về chung công ty với Kim Soo-hyun, Seo Ye-ji và Kim Sae-ron.

## Danh sách phim

### Phim điện ảnh
| Năm  | Tên phim              | Tên tiếng Hàn | Vai         | Ghi chú                                   | Nguồn                |
| ---- | --------------------- | ------------- | ----------- | ----------------------------------------- | -------------------- |
| 2017 | Close Your Eyes       | 눈을 감다     | Park Mi-rim | Web movie                                 | [ 36 ]               |
| 2022 | Emergency Declaration | 비상선언      | Im Tae-eun  | Công chiếu tại Liên hoan phim Cannes 2021 | [ 37 ] [ 38 ] [ 39 ] |
| 2023 | Nikang Naekang        | 니캉내캉      |             |                                           | [ 30 ]               |

### Phim truyền hình
| Năm       | Tên phim                       | Tên tiếng Hàn               | Vai                               | Kênh    | Ghi chú                 | Nguồn         |
| --------- | ------------------------------ | --------------------------- | --------------------------------- | ------- | ----------------------- | ------------- |
| 2015      | Hậu trường giải trí            | 프로듀사                    | Anti-fan của Cindy                | KBS2    | Khách mời (Tập 10)      | [ 40 ]        |
| 2016      | Flowers of the Prison          | 옥중화                      | Thượng cung Han Geum-ok (lúc trẻ) | MBC     | Vai phụ                 | [ 41 ]        |
| 2017      | Cô nàng mạnh mẽ Do Bong-soon   | 힘쎈여자 도봉순             | Jo Hee-ji                         | JTBC    | Vai phụ                 | [ 15 ]        |
| 2017      | Học đường 2017                 | 학교 2017                   | Hong Nam-joo                      | KBS2    | Vai phụ                 | [ 17 ]        |
| 2018      | Sunny Again Tomorrow           | 내일도 맑음                 | Kang Ha-nee / Han Soo-jeong       | KBS1    | Vai chính               | [ 42 ]        |
| 2019      | Special Labor Inspector        | 특별근로감독관 조장풍       | Go Mal-suk                        | MBC     | Vai phụ                 | [ 43 ]        |
| 2019–2020 | Beautiful Love, Wonderful Life | 사랑은 뷰티풀 인생은 원더풀 | Kim Cheong-ah                     | KBS2    | Vai chính               | [ 44 ]        |
| 2020      | Ký sự thanh xuân               | 청춘기록                    | Jung Ji-ah                        | tvN     | Khách mời (Tập 4, 7–15) | [ 45 ]        |
| 2020–2021 | Chàng hậu                      | 철인왕후                    | Jo Hwa-jin                        | tvN     | Vai phụ                 | [ 46 ]        |
| 2022      | Hẹn hò chốn công sở            | 사내 맞선                   | Jin Young-seo                     | SBS     | Vai chính               | [ 47 ]        |
| 2023      | Ốc đảo thanh xuân              | 오아시스                    | Oh Jung-shin                      | KBS2    | Vai chính               | [ 48 ]        |
| 2023      | Celebrity                      | 셀러브리티                  | Song Yeon-woo                     | Netflix | Khách mời (Tập 4)       | [ 49 ]        |
| 2023      | Dưa hấu lấp lánh               | 반짝이는 워터멜론           | Choi Se-gyeong / On Eun-yu        | tvN     | Vai chính               | [ 50 ] [ 51 ] |

## Hoạt động khác

### Chương trình truyền hình
| Năm  | Ngày phát sóng            | Tên chương trình                           | Tên tiếng Hàn                   | Vai trò                 | Kênh        | Ghi chú                                                                   | Nguồn         |
| ---- | ------------------------- | ------------------------------------------ | ------------------------------- | ----------------------- | ----------- | ------------------------------------------------------------------------- | ------------- |
| 2015 | 11 tháng 12               | A Look at Myself                           | 나를 돌아봐                     | Diễn viên tình huống    | KBS2        | Tập 20                                                                    | [ 52 ]        |
| 2016 | 8 tháng 2                 | Lunar New Year Special: Find Me            | 설특집 나를 찾아줘              | Khách mời               | SBS         | Tập 1                                                                     | [ 53 ]        |
| 2017 | 13 tháng 4                | Get it Beauty Self                         | 겟 잇 뷰티 셀프                 | Khách mời               | OnStyle     |                                                                           | [ 54 ]        |
| 2017 | 25 tháng 5                | Lipstick Prince 2                          | 립스틱 프린스 2                 | Khách mời               | OnStyle     | Tập 9                                                                     | [ 55 ]        |
| 2017 | 3 tháng 10                | Chuseok Special: I Came Alone              | 추석특집 혼자왔어요             | Khách mời               | KBS2        | Tập 1 – với Hanhae, Yang Hak-jin, Park Jong-chan, Jo Yun-seo, Kim Na-hyun | [ 56 ]        |
| 2017 | 16 tháng 10 – 23 tháng 10 | Hello Counselor                            | 대국민 토크쇼 안녕하세요        | Khách mời               | KBS2        | Tập 345 – với Sandeul & Gongchan (B1A4), Kim Min-kyu, Kim Se-jeong        | [ 57 ]        |
| 2017 | 16 tháng 10 – 23 tháng 10 | Hello Counselor                            | 대국민 토크쇼 안녕하세요        | Khách mời               | KBS2        | Tập 346 – với Oh Ji-ho, Park Seul-gi, Do Ji-han                           | [ 58 ]        |
| 2017 | 17 tháng 11               | The New Product Checkers                   | 신상터는 녀석들                 | Khách mời               | Comedy TV   | Tập 30                                                                    | [ 59 ]        |
| 2017 | 28 tháng 11               | Video Star                                 | 비디오스타                      | Khách mời               | MBC Every 1 | Tập 73 – với Han Da-gam, Go Eun-ah, Oh In-hye, Shownu                     | [ 60 ]        |
| 2018 | 20 tháng 1 – 27 tháng 1   | It's Okay To Go A Little Crazy             | 살짝 미쳐도 좋아                | Khách mời               | SBS         | Tập 12, 13 – với Se7en, Choi Sung Joon                                    | [ 61 ] [ 62 ] |
| 2018 | 4 tháng 2 – 18 tháng 2    | Running Man                                | 런닝맨                          | Khách mời               | SBS         | Tập 388, 389 – với Lee Da-hee, Goo Ha-ra, Kang Mi-na                      | [ 63 ]        |
| 2018 | 14 tháng 2                | Differential Class                         | 차이나는 클라스 – 질문 있습니다 | Khách mời               | JTBC        | Tập 49 – với Tei                                                          | [ 64 ]        |
| 2018 | 8 tháng 4                 | Sugar Man 2                                | 투유 프로젝트 – 슈가맨 2        | MC đặc biệt             | JTBC        | Tập 12                                                                    | [ 65 ]        |
| 2018 | 11 tháng 5 – 22 tháng 6   | Luật rừng ở Mexico                         | 정글의 법칙                     | Thành viên              | SBS         | Tập 314–320                                                               | [ 66 ] [ 67 ] |
| 2018 | 2 tháng 8                 | Life Bar                                   | 인생술집                        | Khách mời               | tvN         | Tập 82 – với Choi Jung-won, Narsha, Nicole Jung                           | [ 68 ]        |
| 2018 | 18 tháng 11 – 25 tháng 11 | Running Man                                | 런닝맨                          | Khách mời               | SBS         | Tập 426, 427 – với Kang Han-na, Irene, Joy                                | [ 69 ] [ 70 ] |
| 2018 | 29 tháng 11               | Happy Together 4                           | 해피투게더 시즌4                | Khách mời               | KBS2        | Tập 8 – với Boom, Kang Han-na, Shin Ye-eun                                | [ 71 ]        |
| 2018 | 3 tháng 12                | Favorable Night For You – Opening At Night | 당신에게 유리한 밤! 야간개장    | Khách mời               | SBS Plus    | Tập 15                                                                    | [ 72 ]        |
| 2018 | 8 tháng 12 – 15 tháng 12  | Battle Trip                                | 배틀 트립                       | Khách mời               | KBS2        | Tập 120, 121 – với Shim Hye-jin                                           | [ 73 ] [ 74 ] |
| 2018 | 10 tháng 12               | Hello Counselor                            | 대국민 토크쇼 안녕하세요        | Khách mời               | KBS2        | Tập 392 – với Norazo, Giriboy, Lee Hye-sung                               | [ 75 ]        |
| 2019 | 5 tháng 1 – 12 tháng 1    | Battle Trip                                | 배틀 트립                       | MC đặc biệt             | KBS2        | Tập 123, 124                                                              | [ 76 ] [ 77 ] |
| 2019 | 15 tháng 1                | Come See Me                                | 날보러와요 – 사심방송제작기     | Khách mời               | JTBC        | Tập 10                                                                    | [ 78 ]        |
| 2019 | 18 tháng 5                | Paik's Mysterious Kitchen                  | 백종원의 미스터리 키친          | Đầu bếp bí ẩn           | SBS         | Tập 1                                                                     | [ 79 ]        |
| 2019 | 23 tháng 6                | Running Man                                | 런닝맨                          | Khách mời               | SBS         | Tập 457 – với Chungha                                                     | [ 80 ]        |
| 2019 | 3 tháng 10                | Happy Together 4                           | 해피투게더 시즌4                | Khách mời               | KBS2        | Tập 51 – với Park Yeong-gyu, Park Hae-mi, Oh Min-suk, Yoon Park           | [ 81 ]        |
| 2021 | 18 tháng 4 – 25 tháng 4   | Running Man                                | 런닝맨                          | Khách mời               | SBS         | Tập 551, 552 – với Lee Cho-hee, Jung Hye-in                               | [ 82 ] [ 83 ] |
| 2021 | 2 tháng 5 – 9 tháng 5     | Where is My Home?                          | 구해줘! 홈즈                    | Điều phối viên thực tập | MBC         | Tập 106, 107 – với Park Ji-yoon                                           | [ 84 ] [ 85 ] |
| 2021 | 17 tháng 5                | Dogs Are Incredible                        | 개는 훌륭하다                   | Khách mời               | KBS2        | Tập 78                                                                    | [ 86 ]        |
| 2021 | 22 tháng 5 – 29 tháng 5   | Luật rừng – Đảo Pent: Hòn đảo khát vọng    | 정글의 법칙                     | Thành viên              | SBS         | Tập 451, 452 – với Yu Oh-seong, Ha Do-kwon, Jun Jin, Choe Seong-min       | [ 87 ] [ 88 ] |
| 2022 | 29 tháng 4                | I Live Alone                               | 나 혼자 산다                    | Khách mời               | MBC         | Tập 443                                                                   | [ 89 ]        |

### Chương trình Radio
| Ngày phát sóng       | Tên chương trình              | Tên tiếng Hàn             | Vai trò     | Kênh         | Ghi chú                                  | Nguồn         |
| -------------------- | ----------------------------- | ------------------------- | ----------- | ------------ | ---------------------------------------- | ------------- |
| 11 tháng 5 năm 2021  | Kang Han-na's Volume Up       | 강한나의 볼륨을 높여요    | DJ đặc biệt | KBS Cool FM  |                                          | [ 90 ]        |
| 4 tháng 4 năm 2022   | Cultwo Show                   | 두시탈출 컬투쇼           | Khách mời   | SBS Power FM | Với Kim Min-kyu                          | [ 91 ]        |
| 6 tháng 3 năm 2023   | Lee Gi-kwang's Gayo Plaza     | 이기광의 가요광장         | Khách mời   | KBS Cool FM  | Với Jang Dong-yoon, Choo Young-woo       | [ 92 ] [ 93 ] |
| 22 tháng 9 năm 2023  | Day6's Kiss The Radio         | 데이식스의 키스 더 라디오 | Khách mời   | KBS Cool FM  | Với Ryeoun, Choi Hyun-wook, Shin Eun-soo |               |
| 23 tháng 10 năm 2023 | I'm Yoon Do-hyun at 4 o'clock | 4시엔 윤도현입니다        | Khách mời   | MBC FM4U     |                                          |               |

### Dẫn chương trình
| Thời gian                                | Tên chương trình                 | Vai trò    | Kênh             | Ghi chú                                                                          | Nguồn           |
| ---------------------------------------- | -------------------------------- | ---------- | ---------------- | -------------------------------------------------------------------------------- | --------------- |
| 19 tháng 1 năm 2017                      | Seoul Music Awards               | MC thảm đỏ | KBS N            | Với MC Dingdong                                                                  | [ 94 ]          |
| 21 tháng 5 năm 2017 – 7 tháng 1 năm 2019 | Section TV                       | MC         | MBC              |                                                                                  | [ 95 ] [ 96 ]   |
| 27 tháng 10 năm 2017                     | The Seoul Awards                 | MC thảm đỏ | SBS              | Với Yang Se-chan                                                                 | [ 97 ]          |
| 12 tháng 5 năm 2018                      | Dream Concert                    | MC         | V Live, SBS Plus | Với Yoon Shi-yoon, Cha Eun-woo                                                   | [ 98 ] [ 99 ]   |
| 9 tháng 9 năm 2018                       | DMC Festival – A.M.N Big Concert | MC         | MBC              | Với Bae Cheol-soo                                                                | [ 100 ] [ 101 ] |
| 4 tháng 11 năm 2018                      | Jeju Hallyu Festival             | MC         | V Live, SBS Plus | Với Mimi (Oh My Girl), Jung Ye-rin, Joo Hak-nyeon (The Boyz), Lee Je-no, Haechan | [ 102 ]         |
| 23 tháng 11 năm 2018                     | MBN Hero Concert                 | MC         | MBN              | Với Leeteuk                                                                      | [ 103 ]         |
| 24 tháng 12 năm 2022                     | KBS Entertainment Awards         | MC         | KBS2, KBS World  | Với Moon Se-yoon, Kang Chan-hee (SF9)                                            | [ 104 ]         |

### Video âm nhạc
| Năm  | Tên bài hát          | Tên tiếng Hàn | Nghệ sĩ        | Nguồn   |
| ---- | -------------------- | ------------- | -------------- | ------- |
| 2014 | Garosugil            | 가로수길      | SAM            |         |
| 2016 | To See               | 본다          | Lee Seong Wook | [ 105 ] |
| 2016 | Still 24K            |               | 24K            | [ 106 ] |
| 2016 | Bingo                | 빙고          | 24K            | [ 107 ] |
| 2017 | I miss you!          | 부르고 불러   | Say Yes        |         |
| 2017 | DND (Do Not Disturb) |               | John Park      | [ 108 ] |
| 2017 | Undoable             | 안 될 사랑    | Han Dong-geun  | [ 109 ] |

## Đại sứ
| Năm  | Tổ chức/Sự kiện                       | Vai trò | Ghi chú           | Nguồn   |
| ---- | ------------------------------------- | ------- | ----------------- | ------- |
| 2018 | J-Film Festival lần thứ 3             | Đại sứ  | Với Oh Seung-hoon | [ 110 ] |
| 2021 | Ulju Mountain Film Festival lần thứ 6 | Đại sứ  | Với Um Hong-gil   | [ 111 ] |

## Giải thưởng và đề cử
| Năm  | Giải thưởng                     | Hạng mục                                                                                           | Đề cử                          | Kết quả   | Nguồn   |
| ---- | ------------------------------- | -------------------------------------------------------------------------------------------------- | ------------------------------ | --------- | ------- |
| 2017 | MBC Entertainment Awards 2017   | Nữ tân binh xuất sắc nhất hạng mục Show/Sitcom                                                     | Section TV                     | Đoạt giải | [ 112 ] |
| 2018 | MBC Entertainment Awards 2018   | Nữ nghệ sĩ xuất sắc hạng mục Âm nhạc/Talk Show                                                     | Section TV                     | Đề cử     | [ 113 ] |
| 2018 | KBS Drama Awards 2018           | Nữ diễn viên mới xuất sắc nhất                                                                     | Sunny Again Tomorrow           | Đoạt giải | [ 114 ] |
| 2019 | Baeksang Arts Awards lần thứ 55 | Nữ diễn viên mới xuất sắc nhất hạng mục phim truyền hình                                           | Sunny Again Tomorrow           | Đề cử     | [ 115 ] |
| 2019 | KBS Drama Awards 2019           | Nữ diễn viên xuất sắc thể loại phim truyền hình dài tập                                            | Beautiful Love, Wonderful Life | Đoạt giải | [ 116 ] |
| 2019 | KBS Drama Awards 2019           | Nữ diễn viên được yêu thích nhất do cộng đồng mạng bình chọn                                       | Beautiful Love, Wonderful Life | Đề cử     | [ 117 ] |
| 2019 | KBS Drama Awards 2019           | Cặp đôi đẹp nhất (với Kim Jae-young)                                                               | Beautiful Love, Wonderful Life | Đề cử     | [ 117 ] |
| 2019 | MBC Drama Awards 2019           | Diễn viên phụ xuất sắc nhất thể loại phim đặc biệt/phim truyền hình phát sóng vào thứ Hai - thứ Ba | Special Labor Inspector        | Đề cử     | [ 118 ] |
| 2021 | APAN Star Awards lần thứ 7      | Nữ diễn viên xuất sắc thể loại phim truyền hình dài tập                                            | Beautiful Love, Wonderful Life | Đề cử     | [ 119 ] |